# Іванчанка
Іванча́нка — село Бородінської селищної громади, у Болградському районі Одеської області України. Населення становить 575 осіб.

## Історія
12 червня 2020 року, відповідно до Розпорядження Кабінету Міністрів України від № 724-р «Про визначення адміністративних центрів та затвердження територій територіальних громад Одеської області», увійшло до складу Бородінської селищної територіальної громади.
19 липня 2020 року, в результаті адміністративно-територіальної реформи і ліквідації Тарутинського району, село увійшло до складу новоутвореного Болградського району.

## Населення
Згідно з переписом УРСР 1989 року чисельність наявного населення села становила 519 осіб, з яких 247 чоловіків та 272 жінки.
За переписом населення України 2001 року в селі мешкали 574 особи.

### Мова
Розподіл населення за рідною мовою за даними перепису 2001 року:
| Мова       | Відсоток |
| ---------- | -------- |
| молдовська | 91,48 %  |
| українська | 2,43 %   |
| російська  | 1,57 %   |
| гагаузька  | 0,87 %   |
| болгарська | 0,70 %   |
| білоруська | 0,17 %   |
| інші       | 2,78 %   |